# Vladímirovka (Khabàrovsk)
Vladímirovka (en rus: Владимировка) és un poble del krai de Khabàrovsk, a Rússia, que el 2012 tenia 142 habitants. Pertany al districte rural de Lazó.